# Frederick Lugard
Frederick John Dealtry Lugard (22 janvier 1858 – 11 avril 1945), 1er baron Lugard, est un officier britannique, un explorateur de l'Afrique et un administrateur colonial – gouverneur de Hong Kong (1907-1912) puis gouverneur général du Nigéria (1914-1919). Il est un praticien et l'un des plus connus parmi les théoriciens de l'Indirect rule (« gouvernement indirect ») en matière coloniale.

## Au service de la colonisation britannique
Fils d'un aumônier militaire, Lugard naît à Madras, en Inde, en 1858. Il étudie à l'Académie royale militaire de Sandhurst et commence en 1878 une carrière dans l'armée coloniale britannique. Il participe à plusieurs campagnes : en Afghanistan (1879-1880), au Soudan (1884-1885) et en Birmanie (1886-1887). En 1888, il mène une expédition organisée par les colons britanniques du Nyasaland contre des trafiquants d'esclaves arabes et est gravement blessé. L'année suivante, il entre au service de la British East Africa Company pour laquelle il explore le bassin du fleuve Sabaki, au Kenya. En 1890, il part assurer la domination britannique en Ouganda, dont il est l'administrateur militaire pendant deux ans (1890-1892). Il chasse du territoire avec une poignée de soldats soudanais les Pères blancs et Mgr Hirth de ses missions au profit des Anglicans. Ce dernier s'installe en Afrique orientale allemande.
Rentré en Angleterre en 1892, il convainc le premier ministre William Gladstone de renforcer la présence britannique en Ouganda. En 1894, Lugard repart en Afrique, cette fois pour défendre les intérêts de la Royal Niger Company au Nigéria, en particulier contre la concurrence française. Après une expédition au Botswana pour le compte de la British West Charterland Company (1896-1897), il revient au Nigéria avec pour mission de constituer une troupe indigène destinée à protéger les intérêts britanniques dans l'arrière-pays de Lagos. Il est le premier commandant de la West African Frontier Force, corps d'armée conçu pour empêcher toute ingérence française au Nigéria, ce à quoi s'attèle Lugard de 1897 à 1899. Après le règlement du différend colonial franco-britannique, la question perd de son importance.

## Un administrateur colonial habile

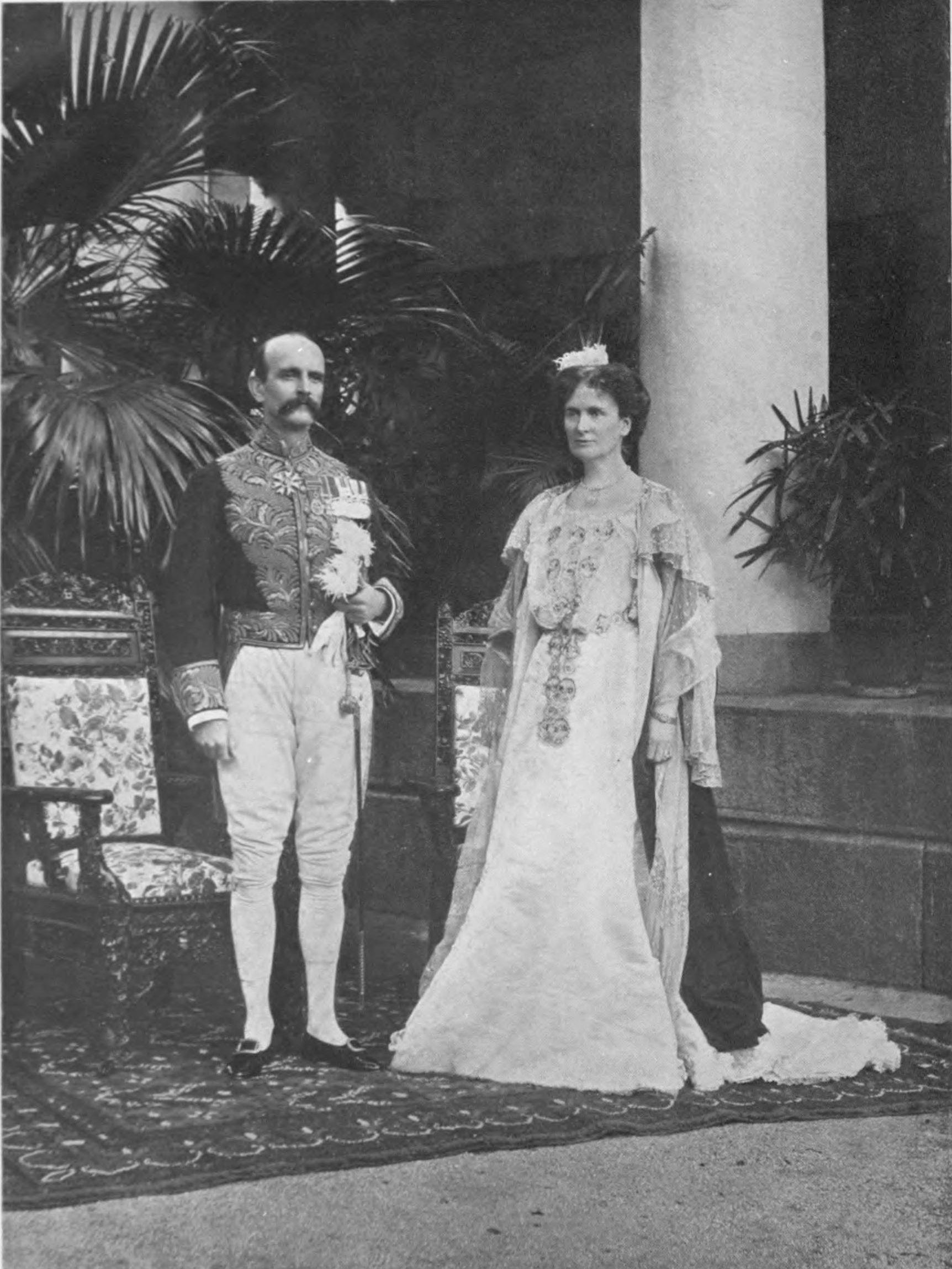
Frederick Lugard, 1er baron Lugard, et son épouse Flora Shaw, Lady Lugard, photographiés en 1908.

Lugard quitte son commandement militaire pour devenir haut-commissaire du Protectorat du Nigeria du Nord, de 1900 à 1906. Quand il prend ses fonctions, la domination britannique dans la région est plus théorique que réelle. Il s'efforce d'organiser l'administration coloniale de ce vaste territoire en dépit de l'hostilité du sultan de Sokoto et d'autres chefs peuls. Il y a des opérations militaires durant toute cette période pour soumettre les populations indigènes, notamment en 1903 et 1906. 
Il dirige une opération militaire contre le village révolté de Satiru, au cours de laquelle 2 000 rebelles sont tués. Les prisonniers sont exécutés et leurs têtes plantées sur des piques.
En 1902, Lugard épouse Flora Shaw, journaliste de grande influence au Times, spécialiste des affaires coloniales, ce qui contribue à l'influence de Lugard sur la politique coloniale britannique et à sa célébrité ultérieure dans les milieux de l'administration coloniale.
Durant son mandat de gouverneur de Hong Kong (1907-1912), il propose vainement de rétrocéder Weihai à la Chine en échange d'une cession à perpétuité des Nouveaux Territoires. Lugard œuvre aussi à la naissance de l'Université de Hong Kong, en 1911, en dépit des réticences du Colonial Office et des hommes d'affaires implantés à Hong Kong.
En 1912, Lugard retourne en Afrique comme gouverneur des deux protectorats du Nigeria (Nord et Sud) avec pour mission de les fusionner en une colonie unique. Cette fusion est controversée parmi les milieux coloniaux de Lagos mais ne rencontre guère d'opposition dans le reste du pays.
De 1922 à 1936, Frederick Lugard est le représentant de la Grande-Bretagne à la Commission des Mandats de la Société des Nations.

## Un théoricien du gouvernement indirect (indirect rule)
En 1922, Lugard publie ses réflexions dans un livre intitulé The Dual Mandate in British Tropical Africa, ouvrage immédiatement traduit dans plusieurs langues et qui érige Lugard en autorité incontestée en matière d'administration coloniale. Il y défend une politique de gouvernement indirect (indirect rule) pour les colonies africaines. Lugard justifie la domination coloniale au nom de la propagation du christianisme et de la lutte contre la barbarie. L'État britannique doit s'impliquer selon lui dans la colonisation pour protéger non seulement les missionnaires mais aussi les chefs locaux et les populations autochtones aussi bien des guerres tribales que des ambitions étrangères. À ce titre, il estime nécessaire que la Grande-Bretagne assure sa domination sur les terres vacantes avant que d'autres puissances coloniales, comme l'Allemagne, le Portugal ou la France ne s'en emparent. La colonisation, par l'exportation des matières premières, l'imposition des indigènes et l'utilisation de leur travail peu onéreux, devait contribuer à l'enrichissement de la Grande-Bretagne. Il lui fallait conserver ses colonies pour demeurer une grande puissance.
Pour ce faire, Lugard pousse au maintien de chefs indigènes pour l'administration locale. Confier des responsabilités aux autochtones aux échelons intermédiaires du pouvoir présente pour lui l'avantage de diminuer les risques de révoltes, les indigènes préférant obéir à des gens leur ressemblant, parlant leur langue et partageant leurs coutumes. Cette pratique de gouvernement indirect, qui permet de contrôler la colonie avec un effectif militaire et administratif réduit, rencontre un certain succès, par exemple au Nord-Nigéria, laboratoire de sa politique d'Indirect Rule : « une fois les émirs les plus hostiles écartés, Lord Lugard laisse en place l'édifice politique, judiciaire et religieux hérité de l'empire musulman de Sokoto ». Lugard choisit ainsi de décourager les volontés missionnaires chrétiennes issues de la métropole, considérant que l'islam est une religion à la fois trop bien implantée pour être délogée et particulièrement adaptée à la direction de peuples « semi-civilisés ». Il est donc nécessaire de préserver au mieux le Nord-Nigéria des influences déstabilisatrices en matière religieuse. Ainsi, les missionnaires ne sont autorisés à s'y rendre qu'à la demande expresse des émirs. L'enseignement coranique y est maintenu, le développement d'une scolarisation de type occidental freiné.

## Œuvres
En 1893, Lugard publie The Rise of our East African Empire, ouvrage partiellement autobiographique. Il est l'auteur de plusieurs rapports relatifs au Nigéria pour le Colonial Office. Son œuvre principale, The Dual Mandate in British Tropical Africa, fut publiée en 1922.

## Hommages et critiques
À Kampala, capitale de l'Ouganda, une route, Lugard Road, porte son nom depuis l'époque coloniale. Le 28 février 2025, à la suite d’un long processus citoyen, la Haute Cour ougandaise demande à la ville de la renommer, ainsi que d'autres sites, afin de promouvoir la culture locale. Selon la Cour, la toponymie de la ville devra désormais refléter « l’identité culturelle et historique de l’Ouganda, plutôt que d’honorer les fonctionnaires coloniaux britanniques ».